# Normangee
Normangee è un centro abitato degli Stati Uniti d'America situato nella contea di Leon e nella contea di Madison dello Stato del Texas.
La popolazione era di 685 persone al censimento del 2010.

## Geografia fisica
Normangee è situata a 31°01′45″N 96°07′04″W (31.029054, -96.117712).
Secondo lo United States Census Bureau, ha un'area totale di 1,1 miglia quadrate (2.9 km²). Normangee is incorporated in Leon County, where most of it lies; only a small part extends into Madison County.

## Società

### Evoluzione demografica
Secondo il censimento del 2000, c'erano 719 persone, 277 nuclei familiari e 185 famiglie residenti nella città. La densità di popolazione era di 648,0 persone per miglio quadrato (250,1/km²). C'erano 358 unità abitative a una densità media di 322,6 per miglio quadrato (124,5/km²). La composizione etnica della città era formata dal 73,71% di bianchi, il 20,45% di afroamericani, lo 0,42% di nativi americani, lo 0,14% di isolani del Pacifico, il 3,48% di altre razze, e l'1,81% di due o più etnie. Ispanici o latinos di qualunque razza erano l'8,07% della popolazione.
C'erano 277 nuclei familiari di cui il 35,0% aveva figli di età inferiore ai 18 anni, il 43,3% aveva coppie sposate conviventi, il 19,1% aveva un capofamiglia femmina senza marito, e il 33,2% erano non-famiglie. Il 28,9% di tutti i nuclei familiari erano individuali e il 16,2% aveva componenti con un'età di 65 anni o più che vivevano da soli. Il numero di componenti medio di un nucleo familiare era di 2,60 e quello di una famiglia era di 3,22.
La popolazione era composta dal 30,7% di persone sotto i 18 anni, il 6,5% di persone dai 18 ai 24 anni, il 28,7% di persone dai 25 ai 44 anni, il 17,9% di persone dai 45 ai 64 anni, e il 16,1% di persone di 65 anni o più. L'età media era di 36 anni. Per ogni 100 femmine c'erano 88,2 maschi. Per ogni 100 femmine dai 18 anni in giù, c'erano 81,1 maschi.
Il reddito medio di un nucleo familiare era di 28.594 dollari e quello di una famiglia era di 34.444 dollari. I maschi avevano un reddito medio di 29.375 dollari contro i 16.042 dollari delle femmine. Il reddito pro capite era di 18.336 dollari. Circa il 16,1% delle famiglie e il 17,6% della popolazione erano sotto la soglia di povertà, incluso il 22,2% di persone sotto i 18 anni e il 17,6% di persone di 65 anni o più.

## Economia
L'economia locale si basa su oltre 100 piccole attività, comprese banche, negozi di alimentari e di beni di prima necessità, negozi di antiquariato e dell'usato, assistenza sanitaria, così come tutte le attività riguardanti la fornitura agricola.